# بخش چستر (شهرستان وین، اوهایو)
بخش چستر (به انگلیسی: Chester Township) یک منطقهٔ مسکونی در ایالات متحده آمریکا است که در شهرستان وین، اوهایو واقع شده‌است.
 بخش چستر ۱۰۸٫۰ کیلومتر مربع مساحت و ۲٬۸۴۵ نفر جمعیت دارد و ۳۴۸ متر بالاتر از سطح دریا واقع شده‌است.